# Burni Pemarintingeun
Burni Pemarintingeun är ett berg i Indonesien.   Det ligger i provinsen Aceh, i den västra delen av landet, 1 600 km nordväst om huvudstaden Jakarta. Toppen på Burni Pemarintingeun är 1 955 meter över havet, eller 60 meter över den omgivande terrängen. Bredden vid basen är 0,67 km.
Terrängen runt Burni Pemarintingeun är varierad. Runt Burni Pemarintingeun är det mycket glesbefolkat, med 5 invånare per kvadratkilometer. I omgivningarna runt Burni Pemarintingeun växer i huvudsak städsegrön lövskog.